# 준비성
심리학에서, 준비성(preparedness)은 특정 군집이 다른 군집보다 더 쉽게 배우는 이유를 설명하기 위해 개발된 개념이다.  예를 들어, 뱀, 거미 및 높이와 같은 생존과 관련된 공포증은 다른 종류의 두려움보다 실험실에서 훨씬 더 일반적이고 유도하기 쉽다. 마틴 셀리그만(Martin Seligman)에 따르면, 이것은 인간을 포함한 동물행동의 진화 역사의 결과로 알려져있다. 이론에 따르면 환경 위협을 더 빨리 두려워하는 법을 배운 유기체는 생존과 번식 이점이 있다고한다. 결과적으로 이러한 위협을 두려워하는 타고난 성향은 적응적인 인간 특성이 되었다.

## 행동준비성
어러한 행동 준비성(action readiness)의 개념은 또한 다른 종류의 고전적 조건형성과 비교하여 맛 회피의 가르시아 효과(가르시아 효과)가 왜 그렇게 빠르고 효율적으로 학습되는지를 설명하는 데 사용되었다.
고전적 조건형성에서 조건자극이 무조건 자극과의 연결을 위한 시간차에서 행동(반응,Response) 준비성(preparedness)의 중요성  및 반응 준비성의  효율성을 확인할 수 있다.

## 같이 보기
- 조작적 조건형성
- 잠재적 학습